# Camp de concentration de Brandebourg-sur-la-Havel
Le camp de concentration de Brandebourg-sur-la-Havel a fonctionné d'août 1933 à février 1934 dans un vieux pénitencier de la rue de Neuendorf (Neuendorfer Straße). Il a fonctionné entre le 8 février 1940 et octobre 1940 en tant que centre d'euthanasie dans le cadre du programme Aktion T4.

## Camp de concentration
Les plus vieux bâtiments de ce qui avait été un pénitencier dataient de 1790. Depuis 1820, ce lieu était un établissement pénitentiaire de l'État prussien. Les conditions sanitaires y étaient tellement mauvaises qu'en 1931 une nouvelle prison avait été construite dans le quartier de Görden et que le vieux pénitencier avait été fermé.
Ont été internés dans ce camp :
- Erich Mühsam, écrivain
- Hans Litten, avocat
- Theodor Neubauer, communiste, membre du Reichstag
- Werner Hirsch (en), permanent communiste, secrétaire d'Ernst Thälmann

Au moins trois prisonniers (l'élue communiste Gertrud Piter ainsi que Otto Ganzer et Georg Ziersch tous deux également communistes) y ont été torturés à mort.
Pour Noël 1933, entre 300 et 500 prisonniers ont été libérés. Le camp a été progressivement fermé à partir du 31 janvier 1934 et les détenus ont été déportés dans les camps de Lichtenburg, Papenburg et Oranienburg. Les derniers convois ont quitté le camp le 2 février 1934.

## Centre de mise à mort
Le camp a plus tard été utilisé dans le cadre du programme Aktion T4.
9 772 individus y ont été tués durant ce programme d'élimination de handicapés mentaux ou physiques.